# وزارة الشؤون الدينية (بنغلاديش)
وزارة الشؤون الدينية (بالبنغالية: ধর্ম বিষয়ক মন্ত্রণালয়)‏ (تُعرف اختصارًا بـ مورا) هي الوزارة المسؤولة عن المناسبات الدينية والمباني والأوقاف والمساجد والحج في بنغلاديش.

## التاريخ
الوزارة مسؤولة عن إدارة الحج والعمرة في بنغلاديش. تتم إدارة بيشوا اجتماع أيضًا من قبل الوزارة. وقد حظيت الوزارة ببعض الاهتمام بعد استخدام الحروف العربيَّة لمنع التبول في الأماكن العامة، نظرًا لأن القليل من البنغلاديشيين يفهمون اللُّغة العربيَّة، فإن أي شيء مكتوب باللغة العربية يُفترض أنه مقدس ولا يجوز التبول عليه.

## الأقسام
- إدارة الوقف
- مكتب الحج في بنغلاديش
- المؤسسة الإسلامية بنجلاديش (بالبنغالية: ইসলামিক ফাউন্ডেশন বাংলাদেশ)‏ هي منظمة حكومية تأسست عام 1975 تابعة للوزارة تعمل على نشر قيم ومثل الإسلام العُليا والقيام بالأنشطة المتعلقة بتلك القيم.[5] يقع المكتب الرئيسي للمؤسسة في دكا، ويدعمه 6 مكاتب أقسام و 64 مكتبًا في المقاطعات، بالإضافة إلى 7 مراكز أكاديمية لتدريب الأئمة و 29 مركزًا للرسالة الإسلامية.[6] المدير العام هو الرئيس التنفيذي للمؤسسة.[6]
- صندوق الرعاية الدينية المسيحية
- صندوق الرعاية الدينية البوذية
- صندوق الرعاية الدينية الهندوسية، وهي هيئة قانونية تابعة للوزارة مسؤولة عن رفاهية المجتمع الهندوسي وصيانة المعابد الهندوسية.[7]